# Calliostoma thachi
Calliostoma thachi is een slakkensoort uit de familie van de Calliostomatidae. De wetenschappelijke naam van de soort is voor het eerst geldig gepubliceerd in 2007 door Alf & Stratmann.